# مسجد بايزيد الثاني في أماسيا
مسجد بايزيد الثاني هو مسجد تاريخي يعود تاريخه إلى القرن الخامس عشر يقع في مدينة أماسيا، تركيا.

## التاريخ
تم بناء المسجد عام 1486 بأمر من السلطان العثماني بايزيد الثاني، وهو أكبر مجمع إسلامي في المدينة.

## المرافق

مسجد بايزيد الثاني في أماسيا

يحتوي المسجد على قاعة الصلاة مغطاة بقبتين، وله رواق مغطى بخمسة قباب، ومئذنتين، وشرفة واحدة، والمسجد جزء من مجمع كبير وكلية تضم مدرسة إسلامية، ونافورة وعمارة، وكذلك تكية طعام ومكتبة.